# Joseph Martin (Politiker)

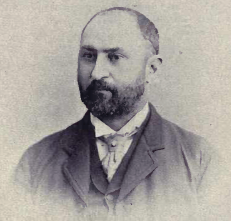
Joseph Martin

Joseph Martin (* 24. September 1852 in Milton, Ontario; † 2. März 1923 in Vancouver) war ein kanadischer Politiker, Lehrer, Rechtsanwalt und Journalist. Er gehört zu den kontroversesten Politikern Kanadas im späten 19. und frühen 20. Jahrhundert. Martin war Abgeordneter in den Parlamenten der Provinzen Manitoba und British Columbia, im kanadischen Unterhaus und auch im britischen Unterhaus. Vom 28. Februar bis zum 15. Juni 1900 war er Premierminister der Provinz British Columbia, seine Amtszeit von dreieinhalb Monaten ist die kürzeste überhaupt.

## Leben

### Frühes Leben
Joseph Martin zog 1865 mit seiner Familie nach Michigan. Dort arbeitete er in schulfreien Zeiten in einem Telegrafenamt. 1872 trat er ins staatliche Lehrerseminar in Ypsilanti ein, führte seine Lehrerausbildung in Toronto fort und wurde 1874 dort wegen ungebührlichen Verhaltens aus dem Lehrerseminar ausgeschlossen. Martin hatte einen streitbaren Charakter und neigte dazu, Meinungsverschiedenheiten mit den Fäusten auszutragen, was ihm den Spitznamen Fighting Joe („kämpfender Joe“) eintrug.
Trotz des Ausschlusses konnte er drei Jahre lang in Ottawa unterrichten. 1877 schrieb er sich an der University of Toronto ein, brach jedoch das Studium nach zwei Jahren ab. Danach war er in einem Vorort von Ottawa Rektor einer Schule. 1881 heiratete er und ließ sich im darauf folgenden Jahr mit seiner Ehefrau in Portage la Prairie in der Provinz Manitoba nieder. Er hatte in Abendkursen Recht studiert, erhielt das Anwaltspatent und eröffnete eine Kanzlei.

### Manitoba
Bald begann sich Martin für die Provinzpolitik zu interessieren. Er trat der Liberalen Partei bei und wurde im Januar 1883 als Abgeordneter des Wahlkreises Portage la Prairie in die Legislativversammlung von Manitoba gewählt. In der Opposition übernahm Martin eine führende Rolle, er kritisierte Premierminister John Norquay und das Monopol der Canadian Pacific Railway im Westen. Im Januar 1888 bildete Thomas Greenway eine neue Regierung und ernannte Martin zum Attorney General sowie zum Kommissar für Eisenbahnen.
1890 brachte Martin einen Gesetzesentwurf ein, der vorsah, der französischen Sprache ihren Status als Amtssprache zu entziehen und katholische Schulen nicht mehr finanziell zu unterstützen. Obwohl das Gesetz gegen den Manitoba Act verstieß, nahm ihn das Provinzparlament an, was eine juristische Kontroverse auslöste. Mehr als fünf Jahre lang setzten sich die Gerichte mit der Manitoba-Schulfrage auseinander.

### Bundespolitik
Bei der Unterhauswahl im März 1891 kandidierte Martin erfolglos für den Sitz im Wahlkreis Selkirk. Als Hugh John Macdonald, der Sohn des kanadischen Premierministers John Macdonald, zurücktrat, kandidierte Martin bei der Nachwahl in Winnipeg für dessen Sitz und gewann per Akklamation. Im Unterhaus passte er nicht so recht in die Fraktion der Liberalen Partei. Seine Vorstellungen von Freihandel waren nicht mehrheitsfähig und die frankokanadischen Abgeordneten verachteten ihn wegen seiner Rolle, die er in der Manitoba-Schulfrage gespielt hatte. Bei der Unterhauswahl im Juni 1896 verlor Martin seinen Sitz wieder an Macdonald.

### British Columbia
1897 ließ sich Martin in Vancouver nieder und eröffnete dort eine Kanzlei. Im Juli 1898 wurde er in die Legislativversammlung von British Columbia gewählt. Das politische System der Provinz war wegen des Fehlens politischer Parteien sehr instabil und von zahlreichen Regierungswechseln geprägt. Nachdem John Herbert Turner, der die Interessen der Wirtschaftskonzerne vertreten hatte, im August 1898 zurücktrat, wurde Charles Augustus Semlin neuer Premierminister und ernannte Martin zum Attorney General.
Erneut sorgte Martin für Kontroversen. Er führte gegen den Widerstand der Minenbesitzer den Achtstundentag ein und erließ ein Gesetz, das es Chinesen untersagte, Grundbesitz zu erwerben. Die Bundesregierung leitete Schritte ein, Martins Gesetzgebung rückgängig zu machen. Bei einer öffentlichen Anhörung zu dieser Sache kritisierte er die Provinzregierung scharf und brachte sie schließlich zu Fall.
Am 28. Februar 1900 wurde Martin selbst Premierminister. Bei der Wahl am 9. Juni 1900 erreichten weder seine Gruppierung noch jene um Semlin eine Mehrheit. Eine Woche später, am 15. Juni, wurde Martin von Vizegouverneur Thomas Robert McInnes entlassen. Er ging wieder in die Opposition und verlor bei den Wahlen im Oktober 1903 seinen Sitz. 1907 gründete er die Zeitung Vancouver Guardian. Zur Unterhauswahl 1908 trat Martin in Vancouver als unabhängiger Kandidat an, schaffte die Wahl jedoch nicht.

### Großbritannien
1909 zog Martin nach Großbritannien und ließ sich in London nieder. Er trat der Liberal Party bei und wurde bei der Unterhauswahl 1910 als Abgeordneter des Wahlkreises St Pancras East gewählt. Wegen des Ersten Weltkrieges dauerte die Legislaturperiode bis 1918. Martin kehrte jedoch bereits 1914 nach Kanada zurück und ließ seinen britischen Parlamentssitz verwaist.
Kaum wieder in Vancouver angekommen, kandidierte er für das Amt des Bürgermeisters, jedoch ohne Erfolg. 1916 gründete er die Zeitung Evening Journal. Ebenfalls keinen Erfolg hatte er bei der Provinzwahl im Oktober 1920, als er für die Asiatic Exclusion League antrat, die sich gegen die Einwanderung von Asiaten aussprach.